# Alfred von Tilly
Alfred Gotthold von Tilly (* 15. August 1866 in Droskau, Kreis Sorau; † 4. April 1946 in Berlin-Wilmersdorf) war ein deutscher Verwaltungsjurist und Landrat.

## Leben
Tillys Vater Friedrich war Pfarrer in seinem Geburtsort Droskau und seit seinem eigenen Studium der Theologie Mitglied des überkonfessionellen Wingolfbundes, sein Urgroßvater war der Stadt- und Polizeipräsident zu Warschau Georg von Tilly. Über die Mutter ist wenig bekannt. Alfred von Tilly studierte nach dem Abitur, sein erster Studienwunsch war zunächst Militärwissenschaften, am Nicolaigymnasium in Leipzig Rechtswissenschaft. 1890 bestand er das Referendarexamen, war Hilfsarbeiter des Reichskommissariat für die Weltausstellung in Chicago. 1895 war seine Prüfung als Gerichtsassessor. 1902 wurde Tilly zum Landrat im Kreis Posen-West ernannt. Der Landrat galt als die konservative Seele der Region. Auf seine Anregung soll auch die Gründung der Rentengutskolonie Zabikowo im Kreis Posen-West zurückgehen. Es folgten die Bestallungen in 1911 als Vize-Präsident in der Regierung Königsberg i.Pr., 1913 als Vize-Präsident der Regierung in Stade, hier zuständig für die Abteilung Kirchen- und Schulwesen. Mit seiner Ernennung zum Beamten endete auch seine kurze Karriere als Abgeordneter des Wahlkreises Posen, bestehend aus den Landkreisen Posen-Ost und Posen-West, im Preußischen Abgeordnetenhaus. 1916 wurde Tilly Vorsitzender der Reichsstelle für Gemüse und Obst, dort als Abteilungsleiter und Geheimer Oberregierungsrat. Von 1918 bis 1920 war Tilly Ministerialdirigent im Reichswirtschaftsministerium. 1920 trat der Oberregierungsrat in den Ruhestand.
Von 1900 bis etwa 1906 war er Besitzer des Schlosses Kossenblatt im Landkreis Beeskow-Storkow. Das Rittergut Kossenblatt nebst Brennerei und Ziegelei hatte eine Fläche von 749 ha Fläche und wurde an den Landwirt Paul Wehner verpachtet. 1906 gründete er mit Mauermeister Johannes Becker die Ton-Gesellschaft von Tilly & Becker. Von 1910 bis Mitte der 1930er Jahre betrieb er dann das kleine Gut Friedrichshof bei Neuwustrow im Landkreis Königsberg/Neumark. Dieser Besitz gehörte zuvor der Familie Gain. Tilly kaufte noch kleinere Landflächen dazu, insgesamt waren es 156 ha.
Bereits Ende des 19. Jahrhunderts wurde Tilly Ehrenritter und 1907 Rechtsritter des Johanniterordens, zeitweise Schatzmeister der Posener Provinzialgenossenschaft der Kongregation. Tilly war auch zeitweilig als Autor tätig. Längere Zeit führte er eine Korrespondenz mit dem Generalmajor Ernst von Wrisberg. Alfred von Tilly war Mitglied der Deutschen Adelsgenossenschaft, Landesabteilung Berlin. Weiterhin war Tilly Bundespräsident des Deutschen Ostbundes, um 1926 etwa 50.000 Mitglieder, und saß im Aufsichtsrat mehrerer kleinerer Aktiengesellschaften.

## Persönliches
Tilly war seit 1895 mit Elise, geb. Gain, verheiratet. Sie hatten die Töchter Erika und Rita, sowie den Sohn Aribert von Tilly, Leutnant im Kürassier-Regiment „Königin“ (Pommersches) Nr. 2., fiel 1918 als Offizier, abkommandiert zum Infanterie-Regiment „Prinz Friedrich der Niederlande“ (2. Westfälisches) Nr. 15. Alfred von Tilly verbrachte letzten Lebensjahre in Berlin, wo er als Rechtsanwalt tätig war.